# Zelleromyces claridgei
Zelleromyces claridgei är en svampart som beskrevs av Trappe 2003. Zelleromyces claridgei ingår i släktet Zelleromyces och familjen kremlor och riskor.   Inga underarter finns listade i Catalogue of Life.